# Walter Sisulu
Walter Max Ulyate Sisulu (* 18. Mai 1912 in Qutubeni im Engcobo-Distrikt, Transkei; † 5. Mai 2003 in Johannesburg) war ein Antiapartheid-Kämpfer und südafrikanischer Politiker. Er war Ehemann der Anti-Apartheid-Aktivistin Albertina Sisulu (1918–2011).

## Leben und Werk

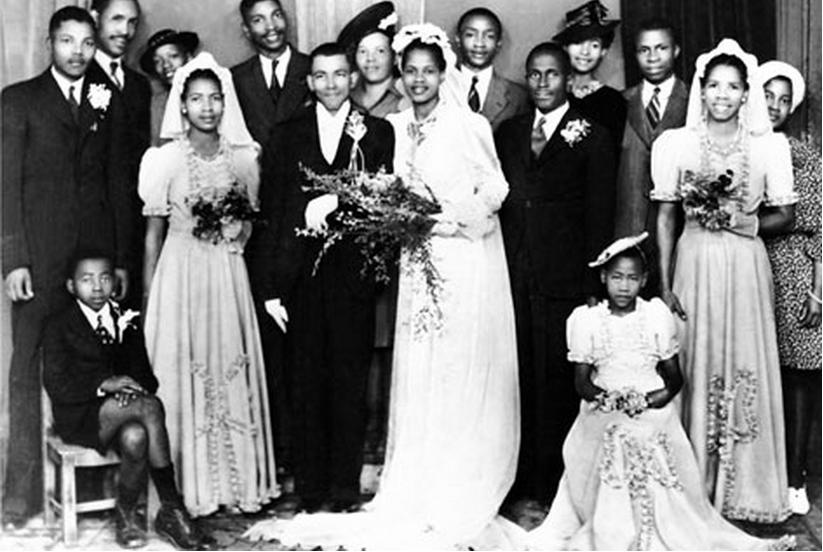
Hochzeit von Albertina und Walter Sisulu, 1944. Ganz links Nelson Mandela

Geboren wurde Walter Sisulu in Qutubeni, einem Dorf in der Transkei, in der vor allem Xhosa leben. Seine Mutter war eine Bäuerin, sein Vater, Mr. Dickenson, ein weißer Beamter, der sich nicht um seinen Sohn kümmerte. Die ersten sechs Kindheitsjahre verlebte er mit seiner Mutter, danach bei der Großmutter und einem Onkel. Seine Schulbildung erhielt Sisulu am Anglican Missionary Institute von Engcobo, das er mit Standard 4 und im Alter von 15 Jahren nach dem Tod seines Onkels verlassen musste.
Im Jahr 1928 ging Walter Sisulu nach Johannesburg, wo er zur Unterstützung seiner Familie in einer Molkerei arbeitete. Für eine kurze Zeit ging er in seine Heimat zurück, um sich den Initiationsriten seines Volkes zu unterziehen. Anschließend kehrte Sisulu 1929 nach Johannesburg zurück und arbeitete in einem Goldbergwerk.
Kurz darauf zog er zu seiner Mutter, die als Hausangestellte in East London eine Arbeit gefunden hatte. In dieser Zeit bekam er mit Clements Kadalie Kontakt, der die einflussreiche Gewerkschaft Industrial and Commercial Workers Union (ICU) anführte. Die Erfahrungen aus seiner Tätigkeit in dem Goldbergwerk und die Bekanntschaft mit Kadalie haben nach eigenen Aussagen sein politisches Bewusstsein entscheidend geprägt. Später zog er mit seiner Mutter zurück nach Johannesburg und war dort in mehreren einfachen Beschäftigungen tätig. Hier besuchte er die Abendschule am Bantu Men’s Social Centre und engagierte sich als Sekretär in der Orlando Brotherly Society, einer Xhosa-Hilfsorganisation.
Wegen der Organisation eines Streiks für höhere Löhne wurde er von einer Bäckerei gekündigt. Nach verschiedenen Beschäftigungsverhältnissen, unter anderem als Teilzeit-Kassierer bei der Union Bank of South Africa, ging er in die Selbstständigkeit und wurde nach 1938 Partner eines weißen Maklers. In der Folge dieser Tätigkeit erwarb sich der Autodidakt als Immobilienmakler ein Ansehen. Sisulu lernte Nelson Mandela 1941 in Johannesburg kennen und brachte ihn im Jahre 1942 mit der Kanzlei von Lazar Sidelsky in Kontakt, wo diesem ein Ausbildungsplatz angeboten wurde.
Im Jahr 1940 wurde Sisulu Mitglied im African National Congress (ANC). 1944 gründeten Nelson Mandela, Oliver Tambo, Sisulu und andere die ANC Youth League, den Jugendflügel des African National Congress, dem er später als Schatzmeister diente. Sisulu organisierte die ersten illegalen Streiks. Nachdem 1948 die Nasionale Party die Wahlen der weißen Bevölkerung gewonnen und umgehend ein Programm vorgestellt hatte, das die Einführung einer totalen Rassentrennung vorsah, organisierten Mandela, Tambo und Sisulu erste Massendemonstrationen gegen die sich abzeichnende Politik.
Von 1949 bis 1954 war Sisulu Generalsekretär des ANC, wobei er hohes Ansehen genoss. Er galt als organisatorisches Genie des ANC. In dieser Zeit schuf er einen Koordinierungsausschuss mit dem Indian Congress und der Communist Party. Gemeinsam mit Yusuf Cachalia rief Sisulu zu einem nationalen Tag der Arbeitsverweigerung am 26. Juni 1950 auf, um gegen die zunehmende rassistische Gesetzgebung zu protestieren. Während dieser Zeit übernahm er immer mehr die Aufgaben des ANC-Präsidenten James Moroka. Im Dezember 1952 wurden Moroka, Mandela, Sisulu und weitere Aktivisten wegen ihrer führenden Beteiligung an der Defiance Campaign zu neun Monaten Arbeitshaft auf Bewährung verurteilt.
Im Dezember 1952 erfolgte seine Wiederwahl als ANC-Generalsekretär. Im folgenden Jahr unternahm Sisulu eine fünfmonatige Auslandsreise, die ihn nach China, in die Sowjetunion, nach Israel, Rumänien und in das Vereinigte Königreich führte. Die Fortschritte der sowjetischen Industrialisierung übten einen nachhaltigen Eindruck auf ihn aus, jedoch schockierte ihn das autoritäre stalinistische Herrschaftssystem. Im Ergebnis dieser Reise wandelte sich seine Sicht von einem exklusiven Afrikanernationalismus hin zur multiethnischen Congress alliance.
Im Jahre 1956 wurden 156 Menschen, die ein Jahr zuvor an der Verabschiedung der Freiheitscharta beteiligt gewesen waren, wegen Hochverrats verhaftet, darunter auch Sisulu. Im Treason Trial, einem fünf Jahre andauernden Prozess, wurden alle Angeklagten freigesprochen. Sisulu stand jedoch seit 1958 unter unbefristetem Hausarrest. Im selben Jahr wurde er in das Zentralkomitee der South African Communist Party gewählt, der er ebenfalls angehörte.
Im Juni 1964 wurden Sisulu, Mandela und weitere sechs Weggefährten im sogenannten Rivonia-Prozess zu lebenslanger Haft auf der Zuchthausinsel Robben Island vor Kapstadt verurteilt. In dieser Zeit erwarb er einen Bachelor of art history and anthropology (Bachelor-Abschluss in Kunstgeschichte und Anthropologie). Erst 25 Jahre später, am 15. Oktober 1989, wurde er aus der Haft entlassen. Zwei Jahre später wählte ihn der ANC zum stellvertretenden Präsidenten. Dieses Amt bekleidete er bis zu seinem Ruhestand 1994.

## Familie
Mit seiner Frau Albertina Thetiwa Sisulu, selbst engagierte Freiheitskämpferin, war er 58 Jahre verheiratet. Aus dieser Ehe gingen fünf leibliche Kinder hervor, zudem adoptierten sie vier weitere Kinder. Sisulu starb im Jahre 2003 und wurde als erster nicht-weißer Südafrikaner mit einem besonderen offiziellen Staatsbegräbnis beigesetzt.
Seine Tochter Lindiwe Sisulu bekleidet seit 2004 verschiedene Ministerposten in Südafrika. Sein Sohn Max Sisulu ist seit 2009 Sprecher der Nationalversammlung, sein Sohn Zwelakhe Sisulu Chefredakteur der New Nation und 1994 bis 1997 Leiter der South African Broadcasting Corporation.

## Ehrungen
- Im Jahre 1992 würdigte der ANC sein Engagement mit der Auszeichnung Isitwalandwe.
- Im Jahre 1998 erhielt er die indische Staatsauszeichnung Padma Vibhushan.
- Die Witwatersrand-Universität verlieh ihm und seiner Frau in einer Festveranstaltung am 24. Juni 1999 jeweils einen Doctor of Law (honoris causa).
- Seit 2004 trägt der botanische Garten in Roodepoort den Namen Walter Sisulu National Botanical Garden und seit 2005 besteht die Walter Sisulu University mit Sitz in East London.